# Ziemia Mindel-Würm (album)
Ziemia Mindel-Würm – album studyjny grupy Ziemia Mindel-Würm nagrany w styczniu 1990 roku we współpracy z Sergiuszem Blajchertem, a wydany w 2020 roku nakładam wydawnictwa Requiem Records i stowarzyszenia Trzecia Fala. 
Zawiera muzykę ilustracyjną, która jako ścieżka dźwiękowa była wykorzystywana we wszystkich tzw. akcjach formacji. Krążek mieści 8 utworów bez tytułów. Obydwaj artyści obracali się w sferze muzyki niskotonowej, nawiązującej do dokonań zespołów Bauhaus i Head of David, a także do industrialnego punku. 
Korzystając z plemiennych rytmów i transowego, sączącego się, instrumentalnego tła oraz różnego rodzaju naturalistycznych dźwięków około muzycznych, przywołujących pierwotny, czaro-biały, zamglony, duszny i mroczny klimat – po trosze słowiański, prehistoryczny i barbarzyński. 
W styczniu 1990 roku Yach Paszkiewicz zrealizował teledysk do jednego z nagranych utworów – podczas akcji w Lasach Oliwskich. Zaś po zakończeniu działalności grupy, jeden z nagranych (w 1990 roku) utworów muzycznych został wykorzystany przez Piotra Wyrzykowskiego w filmie pt. Beta-Nassau, który zdobył nagrodę na międzynarodowym Biennale Sztuki Mediów Wro we Wrocławiu.

## Skład zespołu
- Marek Rogulski – gitara preparowana, perkusja, przetworniki dźwięku i modulatory[4]
- Piotr Wyrzykowski – gitara basowa, przetworniki dźwięku i modulatory[4]

## Produkcja[6]
- Sergiusz Blajchert – realizator dźwięku
- Marcin Bociński – mastering
- Łukasz Pawlak – oprawa graficzna, skład
- Łukasz Strzelczyk - koncepcja merytoryczna
- Wsparcie projektu: Stowarzyszenie Autorów ZAiKS